# Иваниш (деспот)
За чланак о истоименом српском деспоту са почетка XVI века, погледајте чланак Иваниш Бериславић.
Иваниш је био српски великаш који је у доба Српског царства носио титулу деспота и имао поседе у Топлици. Он се у историјским изворима помиње у повељи цара Душана (краљ 1331—1346, цар 1346—1355) Светим Архангелима код Призрена из 1348. године, у којој га он назива родитељем царства ми. Сродство Иваниша са царем Душаном није утврђена, док су, осим њега, високу титулу деспота, која се хијерархијски налази одмах после царске, носили још:
- Симеон Немањић, Душанов полубрат
- Јован Комнин Асен, брат Душанове супруге Јелене
- Јован Оливер (од 1349), Душанов војскођа

Деспот Иваниш је имао сина Алтомана који је имао сина Иваниша који је преминуо између 1372. и 1389. године и сахрањен је у манастиру Дечани, а био је сродник Лазара Хребељановића (1371—1389). Поједини историчари сматрају да је Алтоман био ожењен Лазаревом сестром непознатог имена, док има оних који сматрају да је Иванишево сродство са Лазаром ишло преко његове супруге, кнегиње Милице Немањић.
Поједини историчари су покушали да деспота Иваниша изједначе са монахом Доротејем, ктитором манастира Дренче у Расини, за кога се зна да је носио титулу деспота, а чије световно име није сачувано.